# Lud zachowujący prawość
Lud zachowujący prawość – ogólnoświatowa seria kongresów (dużych spotkań religijnych) o charakterze międzynarodowym, zorganizowanych przez Świadków Jehowy. Kongresy rozpoczęły się latem 1985 roku na półkuli północnej, a zakończyły na początku 1986 roku na półkuli południowej. W ponad 850 kongresach na świecie uczestniczyło prawie 5 700 000 osób, a 75 606 osób zostało ochrzczonych. Kongresy miały na celu dodania otuchy Świadkom Jehowy, aby nadal trwali w wierności.

## Kongresy międzynarodowe w Polsce
Pomimo niezalegalizowanej jeszcze działalności Świadków Jehowy w Polsce, władze państwowe wyraziły zgodę na zorganizowanie latem kongresów.
Latem 1984 roku w czasie kongresu pod hasłem „Rozwój Królestwa”, odbywającego się w Polsce poinformowano, że w roku 1985 prawdopodobnie odbędą się większe kilkudniowe kongresy z udziałem delegatów z innych krajów. Świadkowie Jehowy w Polsce zwrócili się do władz państwowych o zgodę na wynajęcie czterech wielkich stadionów, aby w sierpniu następnego roku urządzić na nich kongresy międzynarodowe. W połowie lutego 1985 roku nie było pewne, czy zostanie wydane przez władze specjalne zezwolenie na zorganizowanie kongresów i przybycie delegatów z Europy Zachodniej, Ameryki Północnej, Azji i innych części świata. Działalność Świadków Jehowy w Polsce nie była jeszcze zalegalizowana. Wkrótce otrzymali zezwolenie.
Przez pięć tygodni przed rozpoczęciem kongresu w Chorzowie 10,5 tys. ochotników naprawiło ławki o łącznej długości ponad 35 km, wymalowało 78 tysięcy numerów na ławkach, wyremontowało też inne zdewastowane obiekty stadionu. Podobne remonty przeprowadzono na trzech pozostałych stadionach. Przygotowano również kwatery dla tysięcy uczestników. W samej tylko Warszawie trzeba było znaleźć dla nich ponad 11 000 miejsc noclegowych. Polscy współwyznawcy zapewnili zakwaterowanie w hotelach, w domach i mieszkaniach prywatnych. Do transportu wynajęto autobusy oraz specjalne składy pociągów. Zagraniczni współwyznawcy przylecieli na warszawskie lotnisko Okęcie specjalnymi samolotami. Zorganizowano dla nich zwiedzanie niektórych miejsc w Polsce. Obejrzeli m.in. dom rodzinny Fryderyka Chopina, dom Marii Skłodowskiej-Curie w Warszawie, Zakopane oraz były hitlerowski obóz koncentracyjny Auschwitz-Birkenau w Oświęcimiu, gdzie w czasie II wojny światowej więzieni byli także Świadkowie Jehowy.

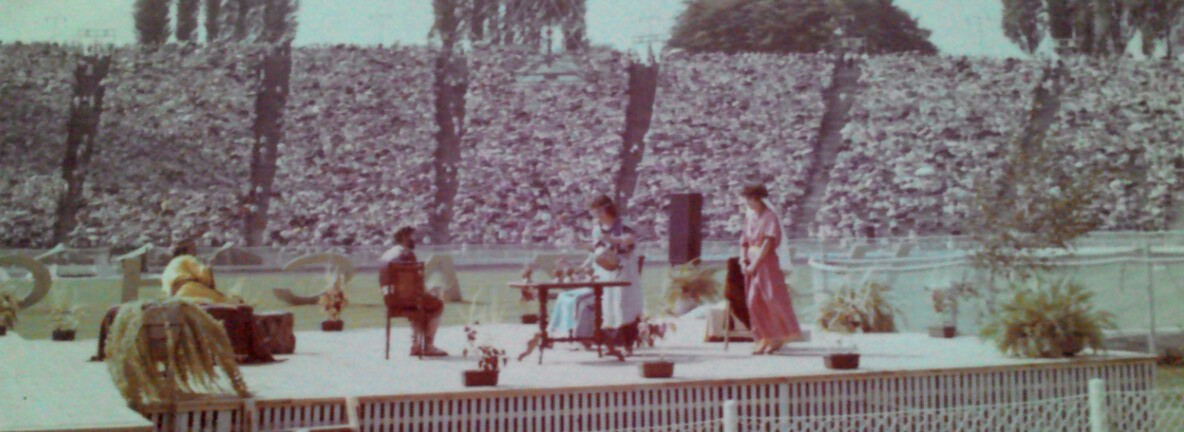
Kongres międzynarodowy w Chorzowie. Przedstawienie kostiumowe „Bój się Boga i stroń od zła”

Cztery trzydniowe międzynarodowe kongresy – pierwsze takie w Polsce – odbyły się w Chorzowie, Warszawie, Wrocławiu i Poznaniu.
Na kongresach w Polsce zgromadziły się ogółem 94 134 osoby, w tym setki delegatów zagranicznych z 16 krajów. Chrzest przyjęło 3140 osób. Na każdym z tych 4 kongresów przemawiało czterech członków Ciała Kierowniczego Świadków Jehowy – Albert D. Schroeder, Milton George Henschel, Theodore Jaracz i Daniel Sydlik. Ich przemówienia były tłumaczone na język polski. Delegaci z różnych krajów przekazali pozdrowienia i krótkie oświadczenia, które tłumaczono na język polski z języka angielskiego, francuskiego, niemieckiego i szwedzkiego.
W niedzielę 29 września 1985 roku Polskie Radio nadało trzydziestominutowe sprawozdanie z tych zgromadzeń, w którym znalazły się fragmenty programu kongresu. Telewizja Polska nadała film dokumentalny pt. „Lud zachowujący prawość” na temat życia i działalności Świadków Jehowy w Polsce. Włączono do niego sceny z tych kongresów.
27 sierpnia 1985 roku minister-kierownik Urzędu ds. Wyznań Adam Łopatka przyjął przedstawicieli  Świadków Jehowy Haralda Abta i Edwarda Kwiatosza, Theodora Jaracza i Miltona G. Henschela. Poinformowano o przygotowaniach i programie kongresów oraz perspektywach związanych z prawnym uznaniem tego wyznania religijnego w Polsce.
Miejsca kongresowe w Polsce:

### Warszawa
Stadion Dziesięciolecia, 16–18 sierpnia. Najwyższa liczba obecnych wyniosła 27 271 osób, a 879 ochrzczono.

### Wrocław
Stadion Olimpijski, 16–18 sierpnia. Najwyższa liczba obecnych wyniosła 16 003 osoby, a 545 ochrzczono.

### Poznań
Stadion Warty, 23–25 sierpnia. Najwyższa liczba obecnych wyniosła 19 305 osób, a 715 ochrzczono.

### Chorzów
Stadion Śląski, 23–25 sierpnia. Najwyższa liczba obecnych wyniosła 31 555 osób, ochrzczono 1001 osób.

## Pozostałe kongresy międzynarodowe na świecie
Kongresy międzynarodowe odbyły się również w Atenach, Buenos Aires, Bangkoku, Christchurch, Durbanie, Johannesburgu, Kinszasie, Manili, Montrealu, Nairobi, Rio de Janeiro, São Paulo, Tajpej i Zurychu.

### Argentyna
Po 33 latach oficjalnych ograniczeń, Świadkom Jehowy w Argentynie ponownie pozwolono swobodnie się zgromadzać. W styczniu 1986 roku na stadionie River Plate w Buenos Aires, odbył się kongres międzynarodowy, na który przybyło ponad 57 000 osób, w tym 600 delegatów z 19 innych krajów z 5 kontynentów. Wynajęto ponad 870 autobusów i jeden pociąg z rejonu rzeki Rio Negro aby przewieźć uczestników kongresu. W dodatkowym kongresie okręgowym w Rosario uczestniczyło 15 000 osób. Kongres okręgowy odbył się też w Cordobie. Ogółem w kongresach w Argentynie uczestniczyło 97 736 osób. Pośród obecnych było ok. 40 000 osób nie należących do Świadków Jehowy.

### Brazylia
W Brazylii w dniach od 23 do 25 sierpnia 1985 roku jednocześnie odbyły się dwa kongresy międzynarodowe. Na stadionie Morumbi w São Paulo obecnych było 162 941 delegatów z 11 krajów, natomiast na stadionie Maracanã w Rio de Janeiro 86 410. Dwaj członkowie Ciała Kierowniczego – John E. Barr i Lyman Alexander Swingle wygłosili specjalne przemówienia. W następnych tygodniach w pozostałych rejonach kraju zorganizowano 23 dalsze kongresy, na które przybyło w sumie 144 000 osób, z czego 1192 ochrzczono. Ogólna liczba przybyłych na kongresy w Brazylii wyniosła 389 387 osób, a 4825 osób zostało ochrzczonych.

### Demokratyczna Republika Konga (Zair)
Pod koniec grudnia 1985 roku, trzy miesiące przed wprowadzeniem zakazu działalności Świadków Jehowy w tym kraju, w Kinszasie w Demokratycznej Republice Konga (Zairze) odbył się kongres międzynarodowy z udziałem 32 000 delegatów z ponad 20 krajów, 604 z nich zostało ochrzczonych. W ostatniej chwili poinformowano, że w piątek po południu odbędzie się na tym stadionie mecz piłki nożnej z reprezentacją Korei. Przygotowano się do skrócenia programu piątkowego i rozebrania podium. Mecz jednak z powodu problemów zdrowotnych drużyny koreańskiej został odwołany, wobec czego można było kontynuować program kongresu.

### Filipiny
Na stadionie Rizal Memorial w Manili odbył się kongres międzynarodowy, w którym brali udział zagraniczni delegaci, z których około 80 procent pełniło służbę pełnoczasową. Zorganizowano także kongresy okręgowe. W 23 kongresach na Filipinach wzięły udział ogółem 213 734 osoby. Liczba ta przewyższyła ponad dwa i pół raza liczbę wszystkich głosicieli w tym kraju. Ochrzczono 2223 osoby. W mieście Tuguegarao w prowincji Cagayan spodziewano się 12 000 uczestników, a przybyło 24 327 osób.

### Grecja
W trzech kongresach międzynarodowych w Grecji, które zorganizowano w dniach od 22 do 25 sierpnia, brało udział 37 367 osób – w tym setki delegatów z 18 krajów – 368 osób zostało ochrzczonych. Kongresy odbyły się na stadionie Apollo w Atenach (21 218 obecnych), Sali Zgromadzeń w Malakasa koło Aten (4632 obecnych) oraz na terenach kongresowych w pobliżu Salonik (11 517 obecnych). Obecni byli dwaj członkowie Ciała Kierowniczego: George D. Gangas i William Lloyd Barry. Program tłumaczono na kilka języków europejskich oraz na japoński. Delegaci zagraniczni mogli zwiedzić miejsca biblijne.

### Kanada
Na kongresie międzynarodowym, który odbył się w dniach od 11 do 14 lipca na Stadionie Olimpijskim w kanadyjskim Montrealu zgromadziło się 78 804 delegatów ze wschodniej Kanady oraz z północno-wschodniej części Stanów Zjednoczonych. 1004 osoby zostały ochrzczone. Program przedstawiono w 11 różnych językach – angielskim, arabskim, chińskim, francuskim, greckim, hiszpańskim, koreańskim, portugalskim, ukraińskim, węgierskim i włoskim. W kongresie w Montrealu brał udział członek Ciała Kierowniczego – William Lloyd Barry. Aby zakwaterować delegatów, po raz pierwszy udostępniono Maisonneuve Park, w którym przygotowano 4300 miejsc kempingowych dla 20 000 uczestników kongresu. Łącznie w 14 kongresach w Kanadzie wzięło udział 146 897 osób, a 1585 ochrzczono. W czasie zapraszania na kongres w ciągu niespełna dwóch godzin delegaci odwiedzili ok. 800 000 mieszkań w Montrealu i okolicy.

### Kenia
W grudniu 1985 roku w kongresie międzynarodowym w Jamhuri Park w Nairobi w Kenii brało udział 8139 delegatów z 32 krajów – głównie z Austrii, Francji, Holandii, Republiki Federalnej Niemiec, Stanów Zjednoczonych, Wielkiej Brytanii, Włoch i państw skandynawskich. 121 osób zostało ochrzczonych.

### Nowa Zelandia
W styczniu 1986 roku kongres międzynarodowy odbył się w Christchurch w Nowej Zelandii. W kongresie brały udział delegacje z Australii, Fidżi, Hongkongu, Japonii, Kanady, Niue, Papui-Nowej Gwinei, Stanów Zjednoczonych (w tym z Alaski i Hawajów), Tonga i Wysp Salomona.

### Republika Południowej Afryki
Kongresy międzynarodowe odbyły się także w Durbanie i Johannesburgu w Republice Południowej Afryki, w których uczestniczyło 77 920 delegatów z 23 krajów. Program przedstawiono w 7 językach.

### Szwajcaria
W dniach od 1 do 4 sierpnia w kongresie międzynarodowym na Hallenstadion w Zurychu uczestniczyło 1800 delegatów ze Stanów Zjednoczonych, Kanady i Wielkiej Brytanii. Ogółem na trzech kongresach w Bernie, Genewie i Zurychu w Szwajcarii obecnych było 20 601 osób, a ochrzczono 213 osób.

### Tajlandia i Tajwan
Kongresy z udziałem zagranicznych delegatów odbyły się również na Tajwanie oraz w Tajlandii.

## Kongresy okręgowe na świecie
Na całym świecie poza serią kongresów międzynarodowych w około 150 krajach zorganizowano w sumie ok. 850 kongresów okręgowych.

### Ameryka Północna i Południowa
W Ekwadorze zorganizowano cztery kongresy, w których uczestniczyło 22 918 osób, a 394 zostały ochrzczone. W lipcu w kongresie na Gwadelupie uczestniczyło 9313 osób, a 233 ochrzczono. Działało tam wówczas 4005 głosicieli. W dniach od 5 do 8 grudnia 1985 roku kongres zorganizowano w Centre Sportif de Carrefour w Haiti. W kraju działało 4048 głosicieli, w kongresie uczestniczyło 16 260 osób, a 262 zostały ochrzczone. Na początku 1986 roku kongresy okręgowe odbyły się również w Hondurasie. W kongresach w Kolumbii uczestniczyło 56 537 osób. W kongresie w Rivière-Salée na Martynice wzięły udział 4653 osoby. W Peru w kongresach uczestniczyło 62 607 osób. W 112 kongresach, które zorganizowano w Stanach Zjednoczonych, uczestniczyło 1 189 173 osoby, a 9851 zostało ochrzczonych. W grudniu na stadionie Estadio Charrúa w Montevideo w Urugwaju odbył się kongres ogólnokrajowy. W Wenezueli w 4 kongresach wzięły udział 69 843 osoby, a 1063 zostały ochrzczone.

### Azja
202 221 osób uczestniczyło w 25 kongresach w Japonii, a 3512 zostało ochrzczonych. Ogłoszono wydanie Pisma Świętego w Przekładzie Nowego Świata (wydanie z przypisami) w języku japońskim.

### Europa
Na 3 kongresach zorganizowanych w Wiedniu, Klagenfurcie i Innsbrucku w Austrii obecne były 23 123 osoby, a 237 zostało ochrzczonych. W dwóch kongresach zorganizowanych na Cyprze uczestniczyło 1539 osób, 33 zostały ochrzczone. W kraju działało wówczas ok. 1000 głosicieli. W czasie kongresów odbywających się w Danii ogłoszono wydanie Pisma Świętego w Przekładzie Nowego Świata w języku duńskim. We Francji zorganizowano 11 kongresów, w których brało udział 119 940 osób. Ochrzczono 2002 osoby. W 13 kongresach, które odbyły się w Hiszpanii wzięło udział 90 808 osób, a 1628 zostało ochrzczonych. Na kongresie ogólnokrajowym w Holandii zgromadziły się 40 694 osoby, a 151 ochrzczono. We wrześniu odbył się kongres na Malcie, w którym uczestniczyło 516 osób. W Portugalii zorganizowano 10 kongresów, w których uczestniczyło 52 581 osób, a 990 zostało ochrzczonych. W 17 kongresach w Republice Federalnej Niemiec, które odbyły się w 10 językach, wzięły udział 148 853 osoby, a 904 zostały ochrzczone. Ogłoszono wydanie Pisma Świętego w Przekładzie Nowego Świata (wydanie zrewidowane) w języku niemieckim. W 8 kongresach w Szwecji uczestniczyły 27 194 osoby, a 315 zostało ochrzczonych. W dniach od 21–23 września kongres ogólnokrajowy odbył się w Ankarze w Turcji. Kilka tygodni przed kongresem zwolniono 23 głosicieli, których aresztowano podczas kongresu w 1984 roku. W Wielkiej Brytanii odbyło się 10 kongresów, w których uczestniczyło 142 859 osób, a 925 ochrzczono. We Włoszech zorganizowano 25 kongresów, na które przybyło 184 078 osób, a 4153 ochrzczono.

### Oceania
Podczas kongresu odbywającego się w grudniu 1985 roku na Fidżi ochrzczono 95 osób. Była to wówczas najwyższa liczba ochrzczonych podczas kongresu na Fidżi. W kongresie na Tahiti brało udział 1280 osób, a 23 zostały ochrzczone. Działało tam wówczas 622 głosicieli.

## Inne informacje
W 1989 roku w nadawanym w Nowej Zelandii teleturnieju Mastermind gracze odpowiadali na 30 pytań z tematu: „Historia i nauki Świadków Jehowy”. Jedno z nich brzmiało: W którym kraju socjalistycznym w sierpniu 1985 roku zebrało się na kongresach 94 000 Świadków Jehowy?.

## Niektóre punkty programu
- Dramaty (przedstawienia):
  - Bój się Boga i stroń od zła
  - Twoja przyszłość rzuca ci wyzwanie
- Wykład publiczny:
  - Na co wskazują czasy i pory, które wyznacza Bóg?